# McDonnell Douglas-BAe AV-8B Harrier II

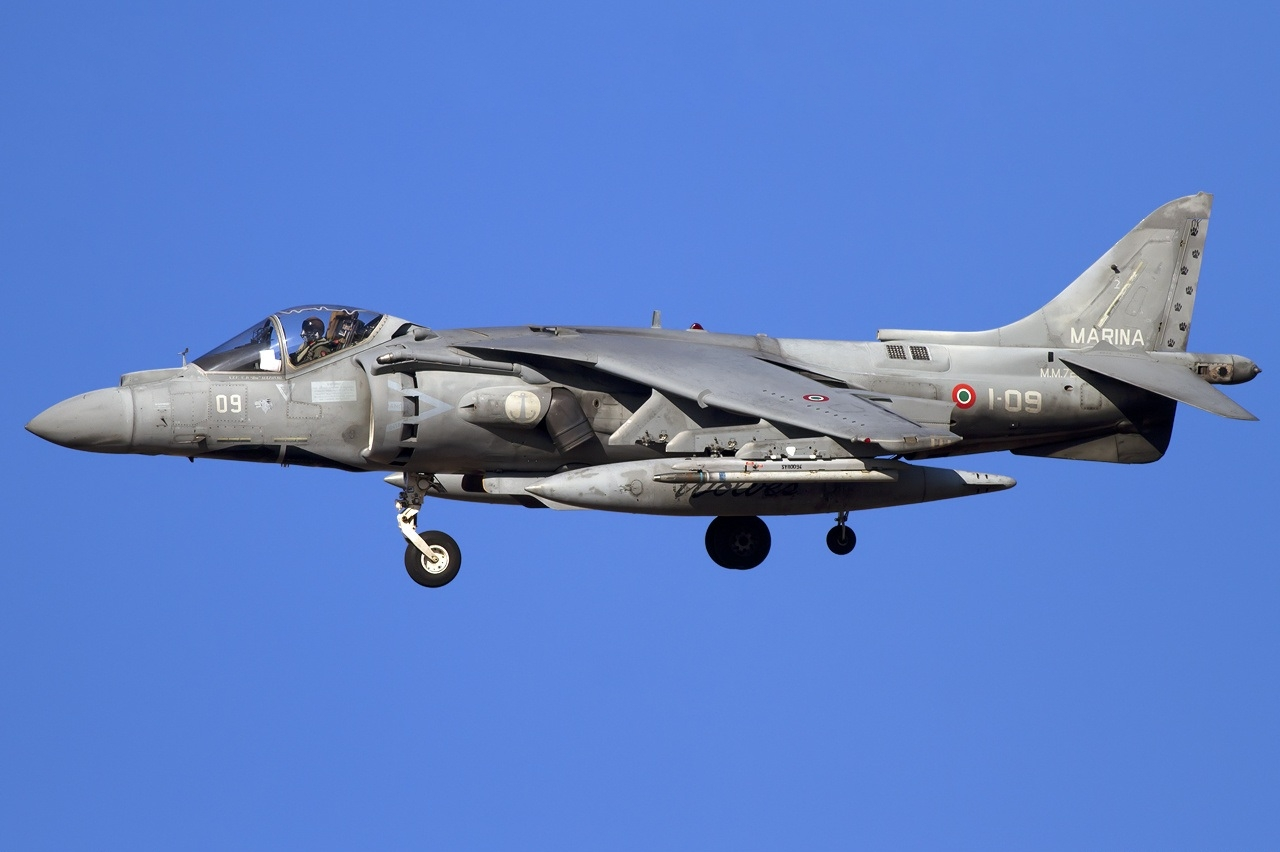
Un AV-8B Harrier II della Marina Militare.

McDonnell Douglas AV-8B Harrier II è una famiglia di aerei monomotori a getto da attacco al suolo appartenenti alla seconda generazione di aerei a decollo corto e atterraggio verticale o V/STOL, sviluppati e prodotti dalla Boeing/BAE Systems a partire dagli anni novanta sulla base del progetto di generazione precedente messo a punto dalla British Aerospace negli anni ottanta.

## Storia

### Sviluppo
L'Harrier II ("Albanella") deriva dal predecessore Hawker Siddeley Harrier ed è principalmente impiegato come aereo leggero d'attacco o come velivolo multiruolo, in genere imbarcato su piccole portaerei o grandi navi d'assalto anfibio. È in dotazione ad alcune nazioni della NATO, ovvero Stati Uniti d'America, Regno Unito, Spagna e Italia.
Il velivolo è denominato dall'United States Marine Corps come AV-8B Harrier II, mentre prende il nome di Harrier GR7/GR9  per le forze armate britanniche.
Sebbene la famiglia di aerei abbia mantenuto una denominazione simile al predecessore AV-8A/C Harrier, l'AV-8B Harrier II è stato largamente riprogettato dalla McDonnell Douglas. L'AV-8A apparteneva alla generazione precedente e fu acquistato dai Marine statunitensi, ma si preferisce fare riferimento a quei modelli con il nome "Harrier Jump Jet".

### Impiego operativo

#### Italia
Nel febbraio del 1995, la componente V/STOL imbarcata sulla portaeromobili Garibaldi ebbe il suo primo impegno operativo reale: la partecipazione all'operazione "United Shield" in Somalia. Tre AV-8B PlusPlus compirono numerose missioni di ricognizione e supporto allo sbarco anfibio dei Marine Americani e del Reggimento San Marco. Il 28 giugno 1996 il Gruppo Aerei Imbarcati ricevette la bandiera di guerra donatale dall'Associazione Nazionale Marinai d'Italia di Andria.
Da marzo a giugno del 1997 il gruppo partecipava all'operazione Alba Neo (Albania Non Combat Evacuation Operation) con velivoli armati che giornalmente decollavano su allarme (scramble) dalla base aerea di Grottaglie.
Da aprile a giugno 1999, i Lupi della componente V/STOL imbarcata sulla portaeromobili Garibaldi impiegavano per la prima volta gli armamenti in dotazione partecipando all'intervento NATO in Kosovo nel corso dell'operazione multinazionale Allied Force.
Da novembre 2001 a marzo 2002 il Gruppo partecipava all'operazione multinazionale Enduring Freedom lanciati dal Garibaldi dislocato nell'Oceano Indiano. I Lupi effettuavano un totale di 800 ore di volo in missioni di combattimento.
Da agosto a ottobre 2006, il Gruppo partecipava all'operazione Leonte in Libano, effettuando missioni di ricognizione sul traffico mercantile da e per le coste libanesi.
La componente V/STOL con lo stesso tipo di velivolo è imbarcata anche sulla portaeromobili Cavour (C 550), varata nel 2004 e in servizio dal 2009.

#### Spagna

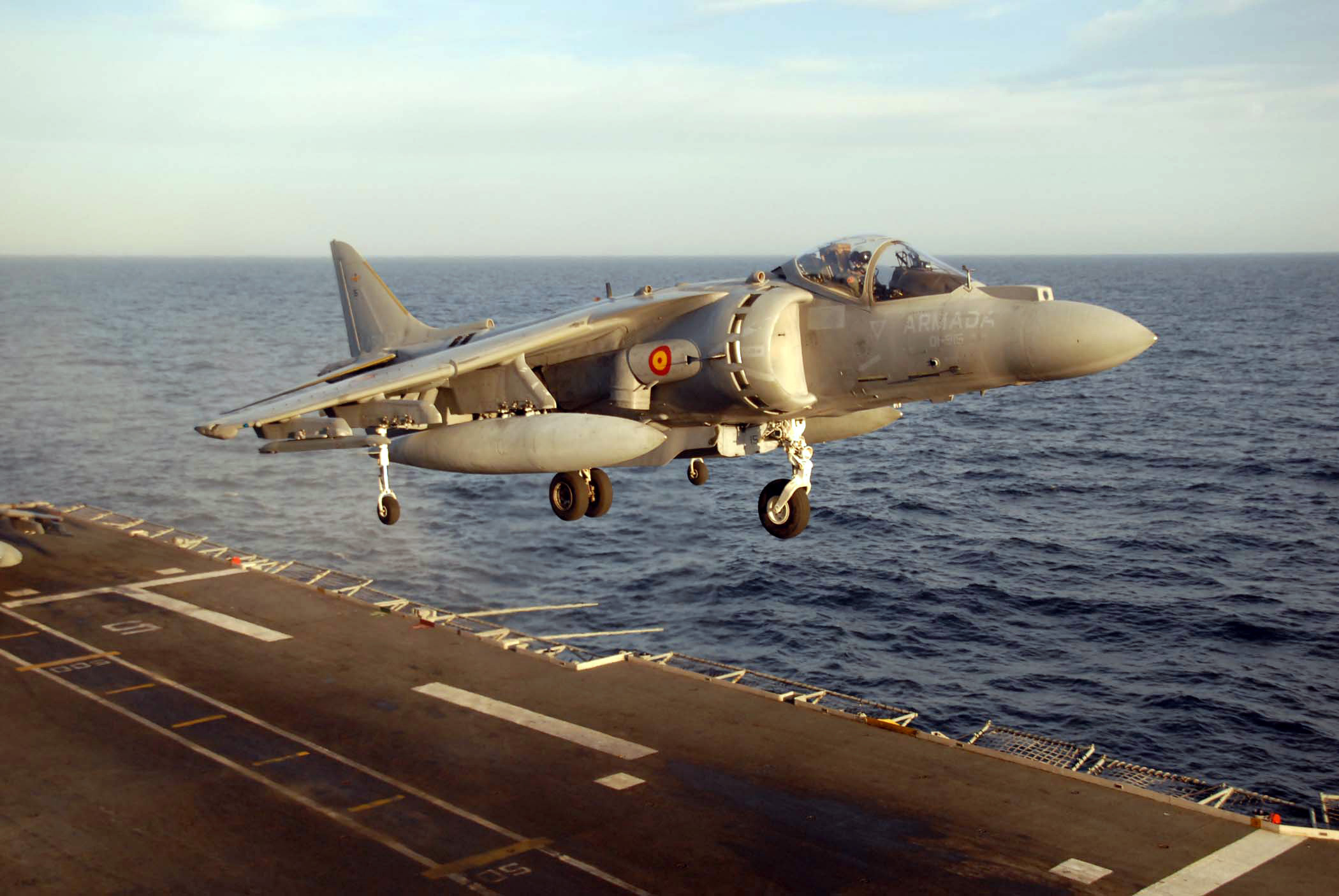
Un EAV-8B Matador II della Armada Española in appontaggio verticale sulla portaerei Príncipe de Asturias (R11) nel 2007

Lo EAV-8B Matador II è la versione speciale per la Armada de España, fabbricata in 12 esemplari. Successivamente, 5 di questi velivoli vennero convertiti nella nuova versione Plus, aggiunte ad altre 8 unità, sempre del nuovo modello EAV-8B Plus. Tutti questi velivoli sono in forza alla 9ª escuadrilla de la Flotilla de Aeronaves (9ª squadriglia), con i restanti 4 AV-8B, alla Base navale di Rota, e sulla portaerei Principe de Asturias.
Durante la sua vita la portaerei spagnola imbarcava inizialmente 12 EAV-8B Plus, 4 EAV-8B "Cobra" ed un TAV-8B (addestratore biposto).
Il 22 dicembre del 2006, il Consiglio dei ministri ha approvato la conversione alla versione Plus dei 4 rimanenti EAV-8B che non sono stati ancora aggiornati, per cui una volta effettuato l'aggiornamento, vi sarà un totale di 16 EAV-8B Plus ed un TAV-8B.
La portaerei Principe de Asturias è stata radiata nel 2013 e demolita ad Aliaga (Turchia) nel 2017.
Nel settembre 2010 è diventata operativa un'unità da assalto anfibio con capacità portaerei, la Juan Carlos I, dalla quale possono operare gli stessi mezzi aerei che hanno operato sulla Principe de Asturias.

## Varianti

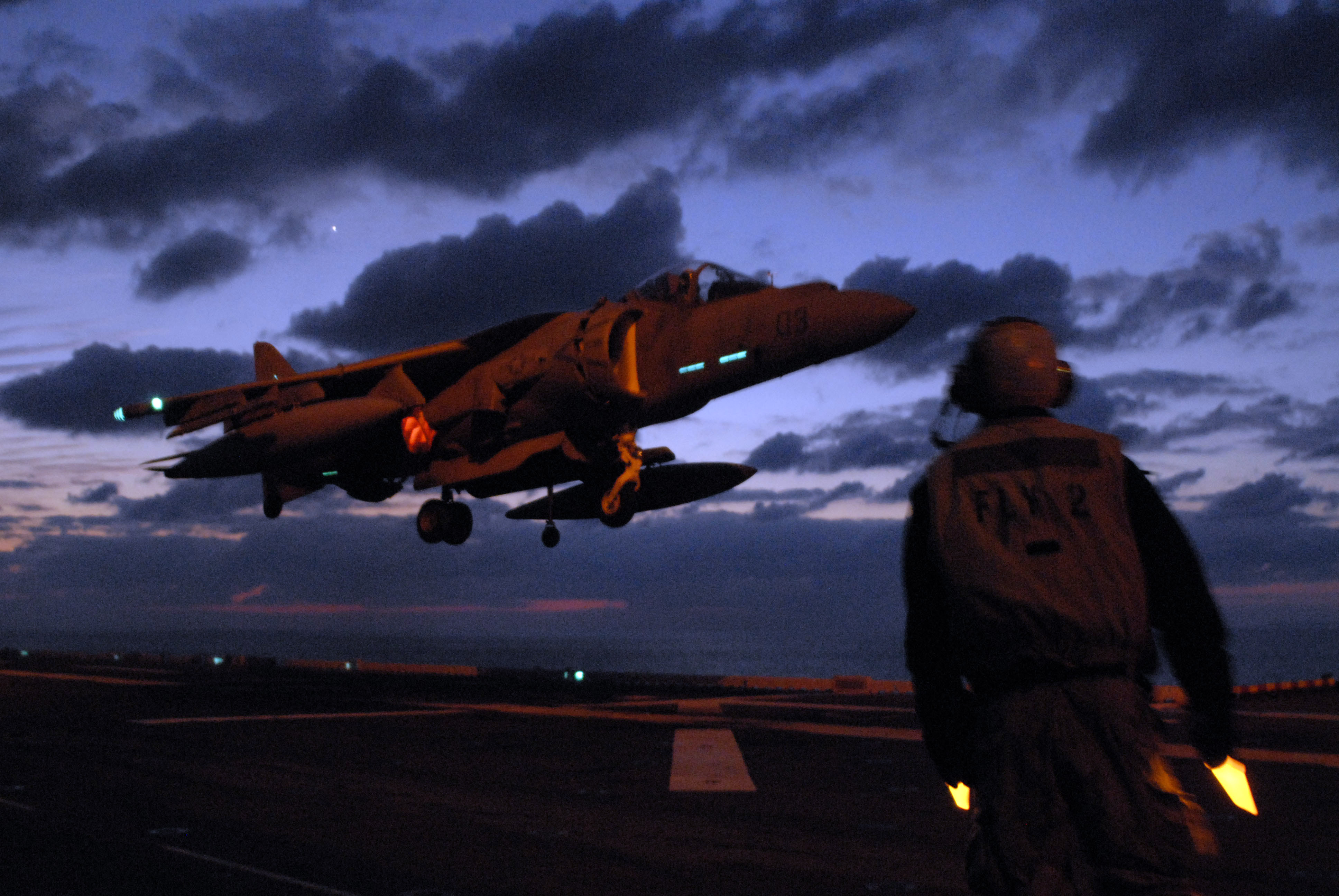
Un AV-8B Night Attack Harrier II

YAV-8BDue prototipi convertiti da velivoli AV-8A
AV-8B Harrier IIVariante della versione AV-8A con alcuni velivoli che vennero aggiornati alle varianti successive, mentre i rimanenti vennero ritirati dal servizio.
AV-8B Harrier II Night AttackVersione per attacco notturno con turbine più potenti e navigatore ad IR Navigation Forward Looking Infrared camera (NAVFLIR).
AV-8B Harrier II PlusSimile alla versione AV-8B Harrier II Night Attack dotata di radar APG-65 ed in uso al Corpo dei marine, alla Marina Spagnola ed all'Aviazione Navale Italiana.
- Caratteristiche tecniche

Posti: 1 pilota
Lunghezza: 14,12 m
Apertura alare: 9,25 m
Altezza: 3,55 m
Superficie alare: 22,61 m²
Peso a vuoto: 14 865 lb (6 745 kg)
Peso con armamento: 22 950 lb (10 410 kg)
Max al decollo:
Corto: 31 000 lb (14 000 kg)
Verticale: 20 755 lb (9 415 kg)
Motore: 1 turboventola Rolls-Royce Pegasus 105 da 21 750 lbf (96,75 kN) di spinta
- Armamento

Cannone: 1 GAU-12U "Equalizer" 25 mm e 300 colpi (Configurazione Americana, Spagnola e Italiana)
Punti d'aggancio: 9 con capacità di 5 987 kg (STOVL), incluse bombe a caduta libera, bombe a grappolo, bombe al napalm, B61, bombe laser-guidate della serie Paveway, missili AGM-65 Maverick, designatore laser LITENING, più di quattro AIM-9 SideWinder e missili a guida IR similari. Il radar APG-65 equipaggiato dalla variante AV-8B+ gli permette di equipaggiarsi con missili AIM-120 AMRAAM a guida radar. Inoltre può portare bombe della serie a guida INS/GPS chiamate JDAM, del tipo:
- GBU-32 (v) 1/B (1,013 pounds = 459 kg);
- GBU-38 (v) 1/B (590 pounds = 268 kg);
- GBU-54/B Laser JDAM (J-82) (590 pounds = 268 kg).

TAV-8B Harrier IIVersione bi-posto da addestramento
EAV-8B Matador IIDesignazione della versione AV-8B Harrier II Plus nella Marina Spagnola

## Utilizzatori
Italia
- Aviazione Navale (aviazione di marina)

18 aerei ordinati (16 AV-8B Plus monoposto + 2 TAV-8B biposto), 2 AV-8B+ persi, uno a marzo 2002 ed uno ad aprile 2010.
 Spagna
- Flotilla de Aeronaves (aviazione di marina)

12 EAV-8B Harrier II consegnati nel 1987-1988. Successivamente furono acquistati 8 nuovi EAV-8B+, mentre cinque dei precedenti EAV-8B furono portati a questo standard per un totale di 13 aerei. Un TAV-8B è stato consegnato nel settembre del 2000 e ritirato nel 2018. Un ulteriore TAV-8B ex US Marine Corps è stato consegnato il 3 marzo 2021.
 Stati Uniti
- United States Marine Corps Aviation

284 aerei (262 monoposto + 22 biposto) consegnati. Al gennaio 2019 risultano in servizio 72 AV-8B+, 26 AV-8B Night Attack e 16 TAV-8B da addestramento che saranno ritirati nel 2029. Un TAV-8B è stato consegnato alla Flotilla de Aeronaves spagnola il 3 marzo 2021.
Totale produzione: 323: 298 monoposto + 25 biposto

## Evoluzione dell'Harrier
- Hawker P.1127
- Hawker Siddeley Harrier - 1ª generazione di Harrier
- BAE Sea Harrier - versione imbarcata dell'Harrier
- McDonnell Douglas AV-8B Harrier II - 2ª generazione di Harrier
- BAE Harrier II - 2ª generazione di Harrier

## L'Harrier II nella cultura di massa
In ambito cinematografico, l'Harrier II compare nel film del 1994 True Lies di James Cameron, con Arnold Schwarzenegger. La scena verrà poi ripresa in modo parodistico in Spia e lascia spiare.
In ambito videoludico, l'AV-8B è il protagonista di Eagle One: Harrier Attack, videogioco del 2000 commercializzato per la sola console PlayStation.
Infine l'Harrier II è stato il protagonista di un videogioco omonimo per DOS e Mac negli anni 90.